# Ngadi Chuli
El Ngadi Chuli (també conegut com a Peak 29, Dakura, Dakum, o Dunapurna) és una muntanya del Mansiri Himal (o Manaslu Himal), també conegut com a Massís Gurkha, al Nepal. És flanquejat pel Manaslu, al nord, i l'Himalchuli al sud.
Tot i que amb els seus 7.871 msnm és una de les 20 muntanyes més altes del món, el Ngadi Chuli sols ha estat escalat una o dues vegades. La possible primera ascensió va tenir lloc el 1970. Hiroshi Watanabe i xerpa Lhakpa Tsering, membres d'una expedició japonesa escalaren la cara est. Van deixar el camp V, situat a 7.500 metres, per atacar el cim. Quan els faltaven uns 70 metres per coronar el cim van desaparèixer de la vista durant gairebé dues hores. Quan baixaven del cim, després de superar una cresta de neu difícil, van patir una caiguda des de prop dels 7.600 metres fins gairebé el campament 4, situat a 6.900 metres, que va ser vista pels seus companys d'expedició. Això fa que no hi hagi proves concloents sobre la seva arribada al cim. Per tal de confirmar l'ascensió els japonesos van organitzar tres expedicions més, el 1974, 1978 i 1982, però tots elles van fracassar en l'intent.
La primera ascensió confirmada va ser el 1979 pels escaladors polonesos Ryszard Gajewski i Maciej Pawlikowski pel contrafort oest.
Des de la darrera expedició japonesa de 1982 i fins al 2014 no hi hagué cap intent d'escalada a la muntanya.

## Línia del temps
- 1961. Primer reconeixement de la muntanya per escaladors japonesos.
- 1969. Tercer intent de fer el cim japonès. Arriben als 7.350 metres.
- 1970. Possible primera ascensió per la cara est, però moren en el descens.
- 1978. Tres escaladors moren en una allau durant el setè intent de fer cim japonès.
- 1979. Primera ascensió confirmada per una cordada polonesa.